# Johnny Adams
Johnny Adams, född den 5 januari 1932 i New Orleans, Louisiana, död den 14 september 1998 i Baton Rouge, Louisiana, var en amerikansk blues-, gospel-, soul- och jazzsångare.

## Låtförteckning (urval)
- I Won't Cry
- Reconsider Me